# Kantiemir Magomiedow
Kantiemir Achmiedowicz Magomiedow (ros. Кантемир Ахмедович Магомедов; 19 lipca 1991) – rosyjski zapaśnik walczący w stylu klasycznym. Drugi w Pucharze Świata w 2016. Brązowy medalista wojskowych MŚ w 2016. Trzeci na mistrzostwach Rosji w 2016, 2017 i 2019 roku.